# 신오쿠보역
신오쿠보역(일본어: 新大久保駅、Shin-Ōkubo-Eki)
(영어: Shin-Ōkubo Station)은 일본 도쿄도 신주쿠구에 있는 역으로, 동일본 여객철도 야마노테 선이 정차하는 역이다. 올드커머를 중심으로한 오사카의 이쿠노 코리아타운과는 달리, 뉴커머 중심의 동일본 최대의 도쿄 신오쿠보 코리아타운이 부근에 위치하고 있다.
2001년 1월 26일, 한국인 유학생 이수현(李秀賢)하고 일본인 카메라맨 세키네 시로(関根史郎)가 선로에 떨어진 취객을 구하다가 열차에 치여 희생된 곳이기도 하다.
2006년 5월 25일, 한국인 유학생 신현구(申鉉龜)가 선로에 떨어진 승객을 구했는데, 일본에서 크게 보도되면서 영화 《너를 잊지 않을 거야》와 함께 주목받게 되었다.

## 타는 곳
| 1 | 야마노테 선 | 이케부쿠로・우에노・도쿄방면 |
| 2 | 야마노테 선 | 신주쿠・시부야・시나가와방면 |

## 역세권 정보
- 오쿠보역: 주오 본선, 환승역이 아님.
- 신오쿠보: 한국인 거주 지역(코리아타운)
- 히가시신주쿠 역: 도쿄 지하철 후쿠토신 선, 도쿄 도 교통국 지하철 오에도 선

## 역사
- 1914년 11월 15일: 국철의 역으로 여객 영업 개시.
- 1987년 4월 1일: 국철분할민영화로, JR동일본의 역이 됨.
- 2001년
  - 1월 26일: 신오쿠보 역 승객추락사고발생. 이 직후에 승객이 추락했을 때를 위한 대피 스페이스가 승강장 하에 신설된다.
  - 11월 18일: Suica 사용 개시.
- 2009년 1월 23일: 미도리 창구가 이 날로 영업을 종료함.

## 사진

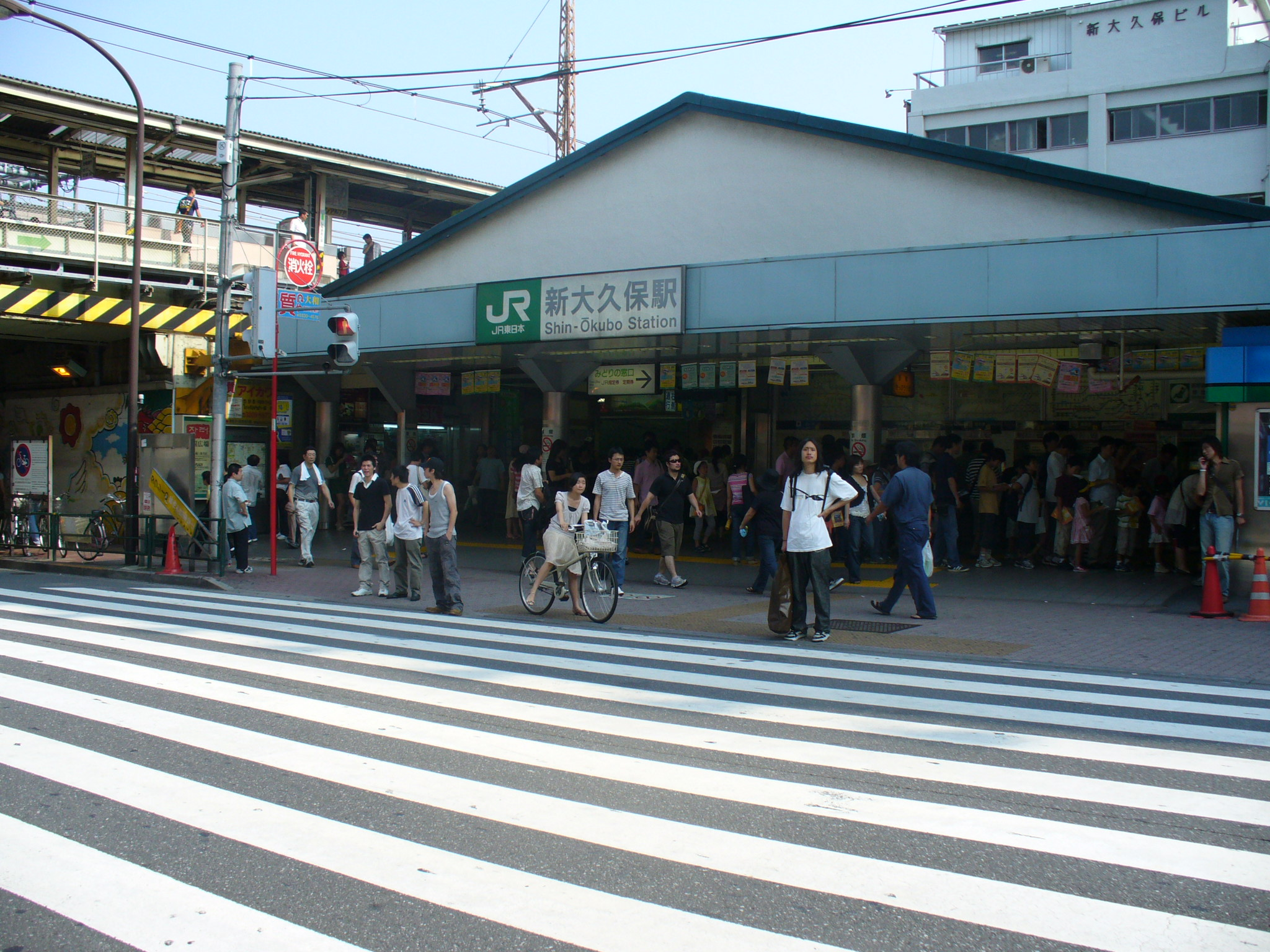
구역사 (2007년 8월)
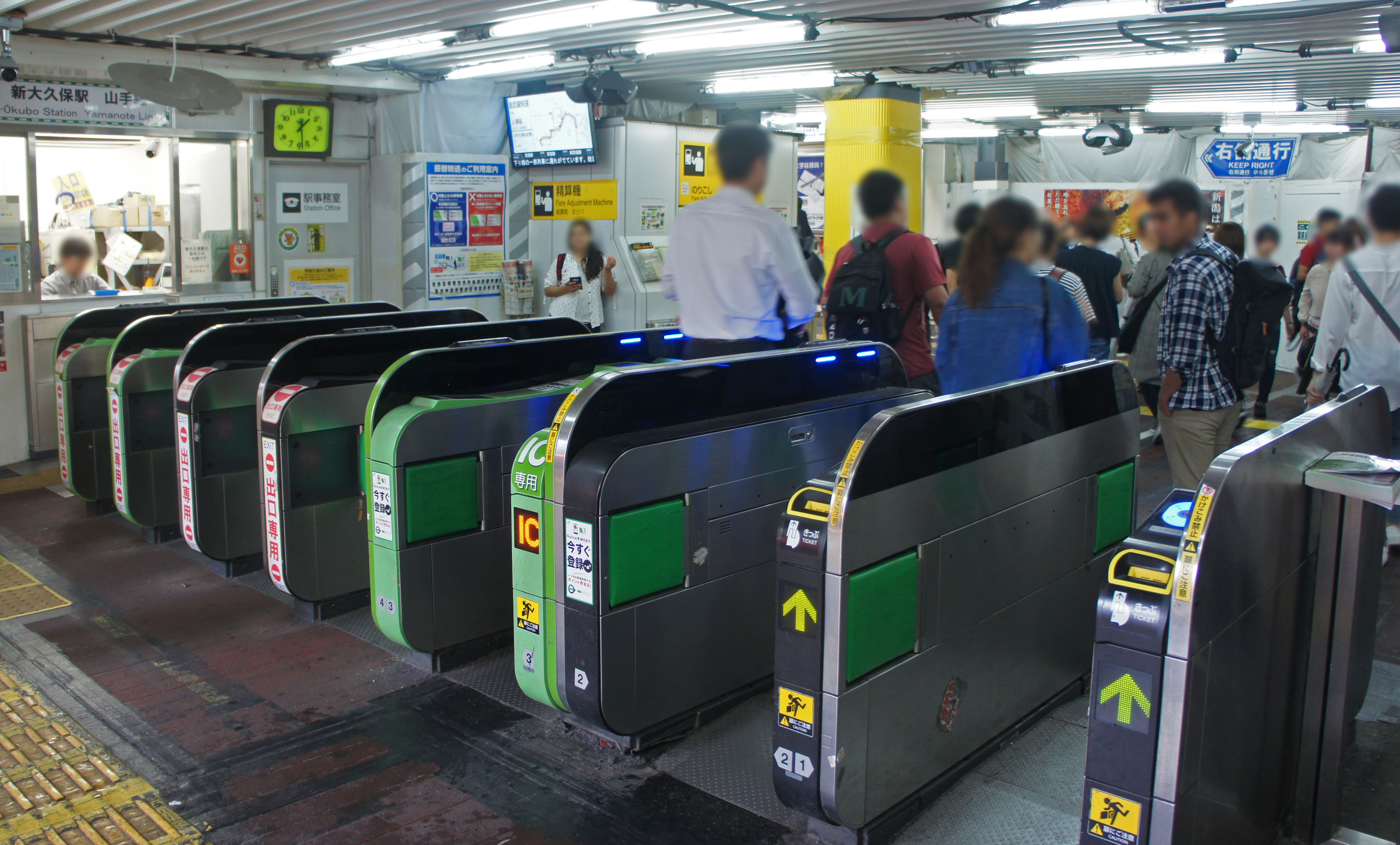
개찰구 (2019년 9월)

## 인접역
| 동일본 여객철도 야마노테 선 | 동일본 여객철도 야마노테 선 | 동일본 여객철도 야마노테 선  |
| --------------------------- | --------------------------- | ---------------------------- |
| JY 17 신주쿠 내선 순환      | 야마노테 선                 | JY 15 다카다노바바 외선 순환 |

## 같이 보기
- 신오쿠보 역 승객추락사고
- 이수현 (1974년)